# 108 Гекаба
108 Гекаба (108 Hecuba) — астероїд зовнішнього головного поясу, відкритий 2 квітня 1869 року.
Тіссеранів параметр щодо Юпітера — 3,175.